# Coco Jambo
"Coco Jamboo" este un cântec german Eurodance al formației Mr. President. A fost lansat în martie 1996 ca single principal pe cel de-al doilea album de studio al formației, We See the Same Sun.
Spice girls

## Lista pieselor
CD maxi - Europe (1996)
1. "Coco Jamboo" (Radio Version) - 3:37
2. "Coco Jamboo" (Extended Version) - 5:42
3. "Coco Jamboo" (Groove Version) - 6:02
4. "Coco Jamboo" (Mousse T.'s Club Mix - Radio Edit) - 3:10
5. "Coco Jamboo" (Mousse T.'s Extended Club Mix) - 6:15
6. "Coco Jamboo" (Mousse T.'s Dangerous Dub) - 6:17
7. "Coco Jamboo" (Instrumental Version) - 3:33
8. "Coco Jamboo" (Put In On Another Version) - 3:17

CD single - Europe (1996)
1. "Coco Jamboo" (Radio Version) - 3:37
2. "Coco Jamboo" (Extended Version) - 5:42

CD maxi Remixes - Europe (1996)
1. "Coco Jamboo" (C. C.'s R & B Mix) - 4:14
2. "Coco Jamboo" (Chico Y Chico Tribal Radio Mix) - 3:42
3. "Coco Jamboo" (Candy Club Remix) - 5:46
4. "Coco Jamboo" (Candy Club's Ragga Jump) - 5:03
5. "Coco Jamboo" (Chico Y Chico Tribal Remix) - 6:36
6. "Coco Jamboo" (Original Radio Version) - 3:38